# Afrarchaea mahariraensis
Afrarchaea mahariraensis là một loài nhện trong họ Archaeidae. Loài này phân bố ở Madagascar.